# Fernanda Cornejo
Fernanda Cornejo tên khai sinh là María Fernanda Cornejo Alfaro là một người mẫu Ecuador, cô đăng quang Hoa hậu Quốc tế 2011 được tổ chức ở Nhà hát opera Tứ Xuyên, Thành Đô, Trung Quốc ngày 6.11.2011.

## Thời niên thiếu
Fernanda Cornejo sinh ngày 21 tháng 8 năm 1989 tại Quito, tỉnh Pichincha, Ecuador, sống và làm việc ở Guayaquil. Cô là một trong số người mẫu hàng đầu được ưa chuộng nhất trong nước. Cornejo đã đậu bằng cử nhân khoa dinh dưỡng ở Universidad de Especialidades Espíritu Santo (Đại học chuyên khoa Chúa Thánh Thần), nói thạo tiếng Tây Ban Nha và tiếng Anh. Sở thích cá nhân của cô là ca hát, đi dạo trên bãi biển, chơi bong rổ và tập pilates (một môn thể dục do Joseph Pilates sáng chế trong thế kỷ 20).

## Hoa hậu Ecuador 2011
Fernanda có chiều cao 1,78 mét, là thí sinh đại diện cho tỉnh Pichincha dự thi trong cuộc thi sắc đẹp toàn quốc Ecuador, tổ chức tại Santo Domingo và được truyền hình trực tiếp ngày 17.3.2011. Cô đã đoạt giải "Quốc phục đẹp nhất". trở thành á hậu 2, được quyền đại diện Ecuador trong cuộc thi Hoa hậu Quốc tế 2011.

## Hoa hậu Quốc tế 2011
Là đại diện chính thức cho nước cô tham dự cuộc thi sắc đẹp quốc tế năm 2011 ở Thành Đô, Trung Quốc ngày 6.11.2011, cô đã đoạt danh hiệu Hoa hậu Quốc tế 2011, và đã được người tiền nhiệm là hoa hậu Quốc tế 2010 Elizabeth Mosquera người Venezuela đội vương miện cho.